# Nourúz

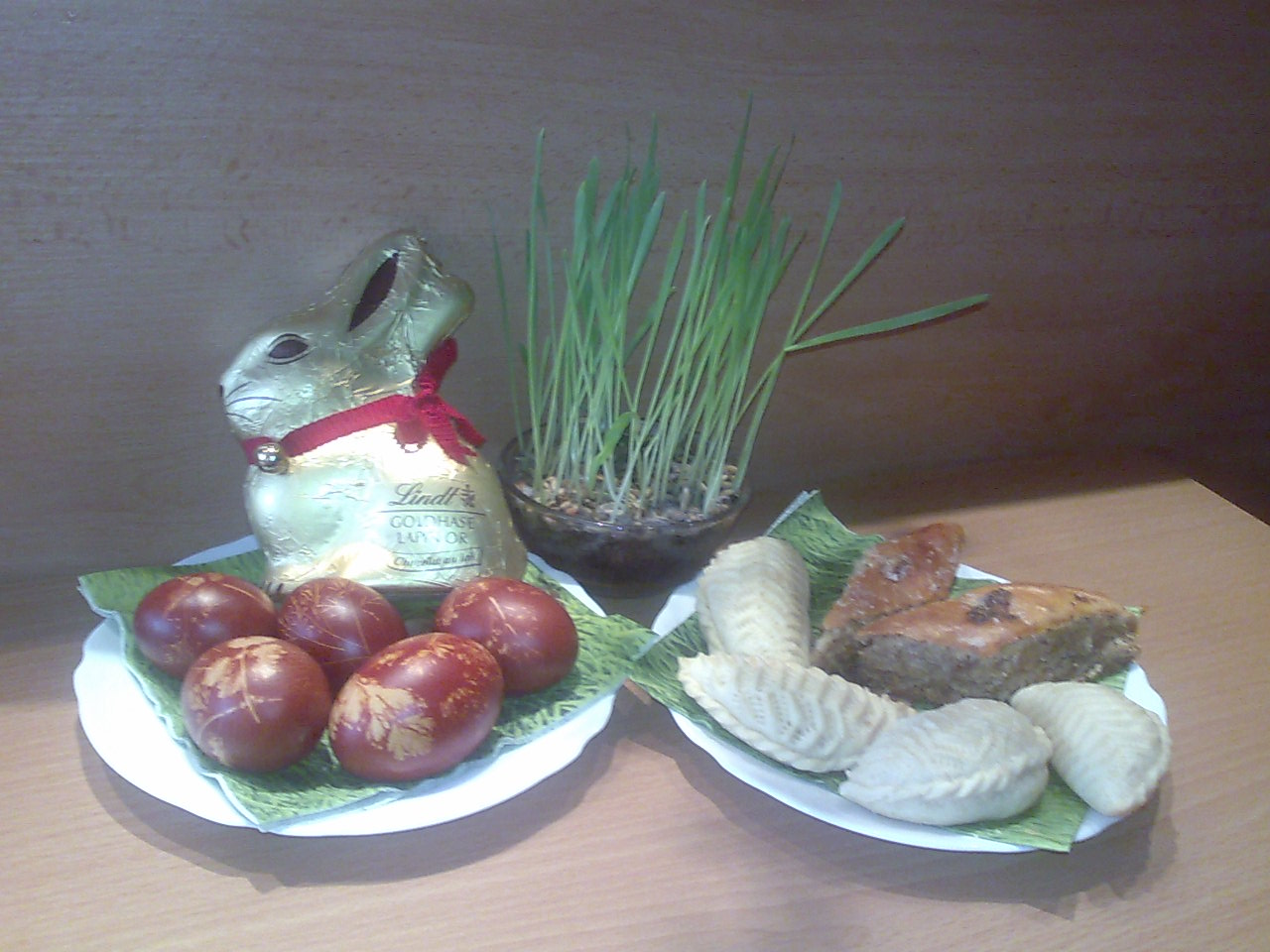
Tradiční pohoštění při svátku Novruz

Nourúz (persky نوروز‎) je tradiční perský svátek na oslavu jarní rovnodennosti, vznikl před více než 3000 lety. Má souvislost se zoroastrickými svátky. Nourúz je první den jara, začátek kalendáře Bahá’í a Íránského kalendáře.
Slaví se v Kurdistánu, Albánii, Ázerbájdžánu, Gruzii, Íránu, Severním Iráku a Turecku, dále v zemích Střední Asie – Kazachstánu, Kyrgyzstánu, Tádžikistánu, Turkmenistánu a Uzbekistánu a různé varianty toho svátku slaví Íránští a Turečtí lidé na Balkáně, v severní Číně, na Kavkaze, Krymu, v Indii, Iráku, Pákistánu a Sýrii.
Slaví se obdobně jako Velikonoce. Připomíná směs čtyř klasických svátků: Mikuláše, Vánoce, Silvestra a Velikonoce. Zatímco červený novoroční skřítek Hajji Firuz (symbolizující znovuzrozený mladý nový rok) připomíná Čerta, Amu Norúz (Strýček Norúz) naopak zeleného Mikuláše. Jeho bílé vousy symbolizují starý rok. Zatímco Hajji Firuz zpívá a tančí, Strýček Norúz rozdává malé dárky dětem. Vánoce připomíná slavnostní tabule „Hafte Sin“ (Sedm „S“), která by měla obsahovat sedm předmětů, jejichž jména začínají v perštině na „S“. Oslava nového roku s přáteli nebo rodinou odkazuje na Silvestra, byť oficiálně bez alkoholu. Velikonoce připomínají malovaná vajíčka, nebo čerstvě vypěstovaná tráva či výhonky zelené čočky. Tradičním přáním je věta: „Sale no mobarak!“ (persky „Rok nový požehnaný!“), nebo „Norúz mobarak!" („Norúz požehnaný!“).
Následující dva týdny po Norúzu jsou v Íránu obvykle bez pracovních povinností; třináctý den se tradičně tráví mimo domov – například na pikniku. Svátek Norúz je v Íránu oficiálně slaven, nezávisle na islámském základu republiky.

## Oslava svátku Nourúz v různých zemích
Všichni stoupenci Bahá’í víry slaví 21. března v den jarní rovnodennosti.

### Nourúz v Ázerbájdžánu

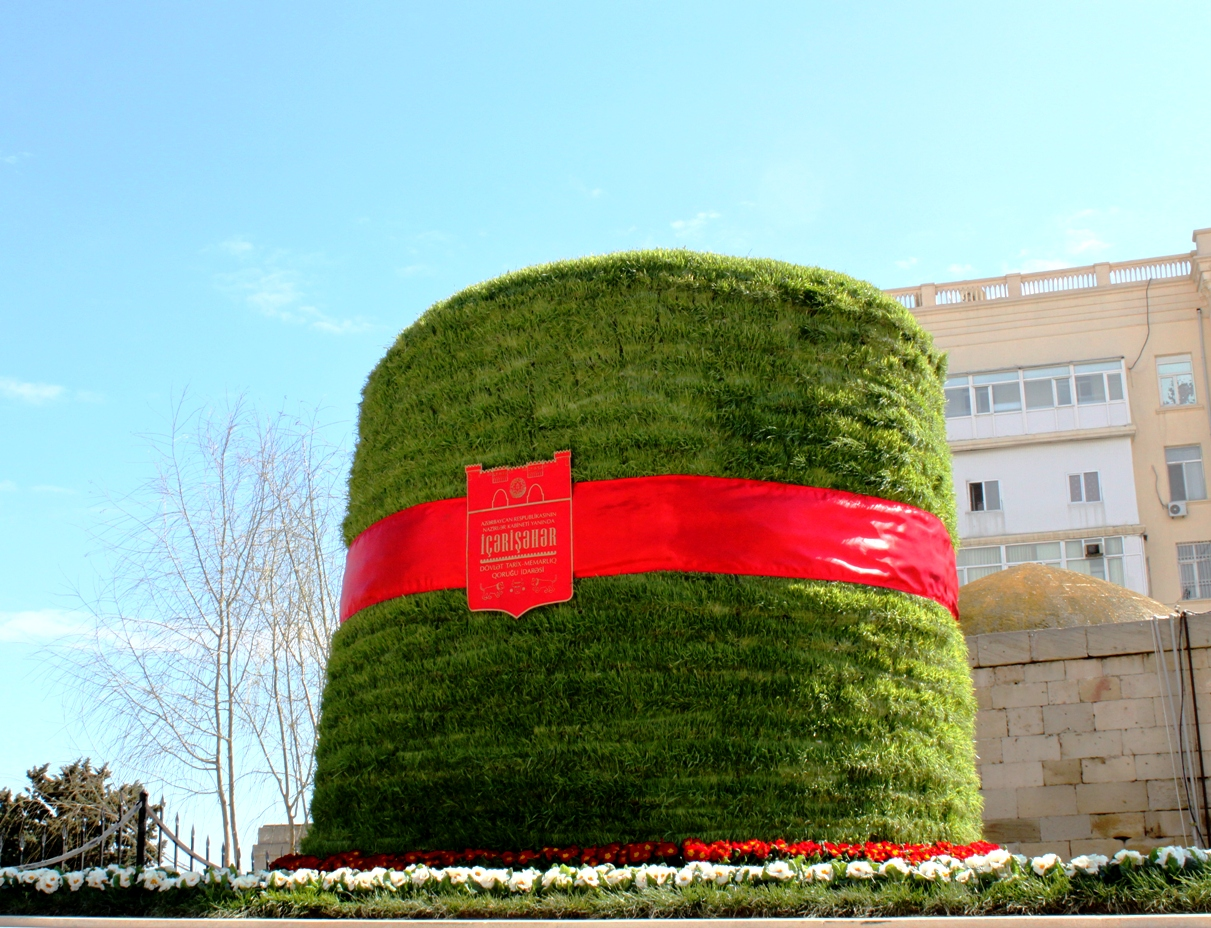
Samani v Baku

V této zemi je Novruz nebo také Novruz bayramı nejstarší svátek. Překládá se jako "svátek jara". Ukazuje starověkou tradici oslavy lidí z Ázerbájdžánu. Je oslavován již od třetího tisíciletí, období starověkého Babylónu. Přípravy na něj trvají celý měsíc. Jde o čtyři úterky, z nichž každý má zvláštní jméno (úterý ohně, vody, země a větru). Uklízí se důkladně celý dům, pečou se sladké moučníky např. pachlava, šakerbura a gogal, barví se vajíčka, nechá se do misky naklíčit obilí, polévá se vodou apod.

### Nourúz mezi Kurdy
Pro Kurdy získal tento svátek hlavně ve 20. století na důležitosti. Vzhledem k politické situaci a jejich boje za nezávislost, se stal hlavně v Sýrii a Turecku znakem kurdského odboje. Slaví se v noci z 20. na 21. března tancem u velkých ohňů pod širým nebem. Hlavní legendou mezi Kurdy je příběh o porážce tyrana Dahaka (Zohak, Dahaq) kovářem Kaveh.

## Název v jiných jazycích

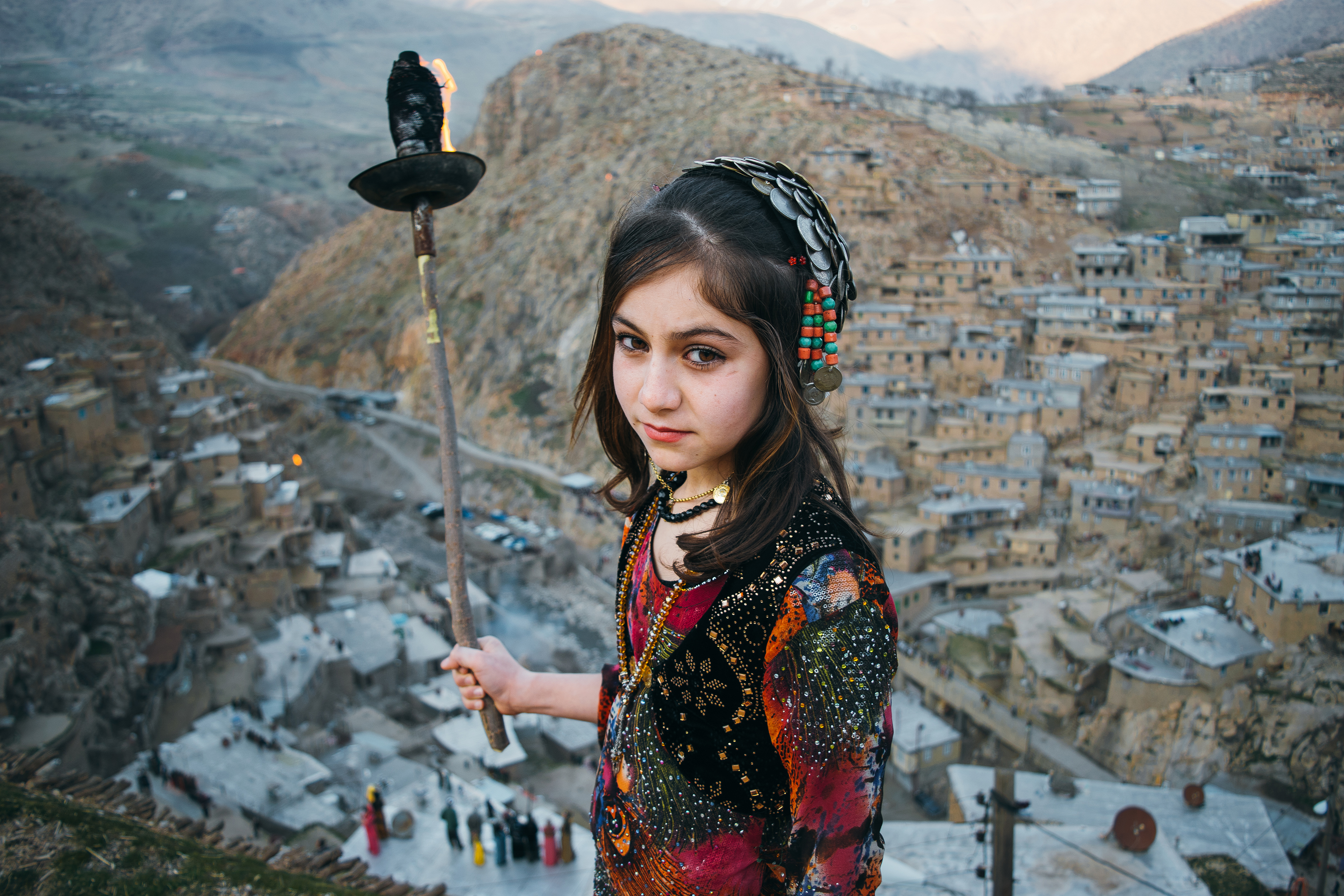
Kurdská dívka s pochodní v íránském Kurdistánu během Nourúzu

- albánsky Nevruz
- anglicky Nowruz
- ázerbájdžánsky Novruz
- kazašsky Наурыз
- krymskou tatarštinou Navrez)
- kurdsky Newroz
- kyrgyzsky Нооруз
- rusky Навруз
- tádžicky Наврӯз — Nau-růz - نوروز
- turkmensky Nowruz
- turecky Nevruz
- uzbecky Navruz
- persky نوروز‎ — Now-rūz